# Fritz Bleiweiß
Fritz Erich Bleiweiß (ur. 27 listopada 1911 w Berlinie, zm. 27 czerwca 1989 w Forchheim) – niemiecki lekkoatleta, chodziarz. 

## Kariera sportowa
Nie ukończył chodu na 50 kilometrów podczas mistrzostw Europy w Turynie (1934).
Szósty zawodnik igrzysk olimpijskich w Berlinie (1936) na tym dystansie.
Na mistrzostwach Europy w Paryżu (1938) zajął 4. miejsce w chodzie na 50 kilometrów.
Wielokrotny medalista (także złoty) mistrzostw kraju.
Reprezentował kluby Berliner Athlet Klub oraz MTV Braunschweig.

## Rekordy życiowe
- chód na 50 kilometrów – 4:36:49 (1936)